# Asphalt Massaka
Asphalt Massaka ist das Debütalbum des Düsseldorfer Rappers Farid Bang. Es erschien am 4. Juli 2008 über die Labels German Dream und Intergroove.

## Inhalt
Das Album enthält hauptsächlich Battle- und Disstracks, wie Asphalt Massaka und Der Härteste im Land. Der Storyteller-Track Zweimal im Leben und der nachdenkliche Song Jüngste Tag bilden Ausnahmen.

## Produktion
Für die Produktion des Albums zeigen sich verschiedene Produzenten verantwortlich. Allen voran CeeJay Beats, welcher Intro und Outro, sowie die Lieder Wer ist Düsseldorf, Asphalt Massaka, Zweimal im Leben, Jüngste Tag und Bladi Musik produzierte. Niemehr4free Beats produzierte die Songs Ich geh auf 4, Der Härteste im Land, An die Wand und Russisch Roulette. Die Titel Der Araber und 110 wurden von Juh-Dee produziert. Weitere Produzenten sind Firuz (Der Tag der Toten), Kingsize (Mein Block), Gee Futuristic und X-plosive (Gangsta leben kürzer), Prodycem (Nutten wollen Bang) sowie Joshimixu (Hier kommt der Führer).

## Gastbeiträge
Auf elf Liedern des Albums sind Gastbeiträge anderer Musiker zu finden. Von seinem Labelchef Eko Fresh wird Farid Bang bei Ich geh auf 4 und neben Tekken Bugatti bei Gangsta leben kürzer unterstützt. Der Rapper Deso Dogg ist auf Mein Block zu hören, während Al-Gear beim Song Jüngste Tag einen Gastauftritt, neben der Sängerin Billy 13, hat. Diese ist außerdem auf Der Tag der Toten vertreten. Außerdem rappen Capkekz und Hakan Abi Strophen bei den Songs Bladi Musik bzw. Russisch Roulette. German Dream-Kollege Summer Cem ist bei 110 zu hören und Prodycem hat einen Gastpart auf Nutten wollen Bang. Zudem sind die Sänger Moemusic (Der Araber) und G-Style (An die Wand) auf je einem Song vertreten.

## Covergestaltung
Das Albumcover zeigt Farid Bang, der auf der Bordsteinkante sitzt und mit einem Messer in den Asphalt der Straße ritzt. Rechts im Bild befinden sich die schwarzen Schriftzüge Farid Bang und Asphalt Massaka.

## Titelliste
| #  | Titel                 | Gastmusiker                  | Produzent                    | Länge |
| -- | --------------------- | ---------------------------- | ---------------------------- | ----- |
| 1  | Intro                 |                              | CeeJay Beats                 | 3:17  |
| 2  | Wer ist Düsseldorf    |                              | CeeJay Beats                 | 3:42  |
| 3  | Der Araber            | Moemusic                     | Juh-Dee                      | 3:36  |
| 4  | Der Tag der Toten     | Billy 13                     | Firuz                        | 3:35  |
| 5  | Asphalt Massaka       |                              | CeeJay Beats                 | 4:12  |
| 6  | Ich geh auf 4         | Eko Fresh                    | Niemehr4free Beats           | 4:27  |
| 7  | Der Härteste im Land  |                              | Niemehr4free Beats           | 3:06  |
| 8  | Mein Block            | Deso Dogg                    | Kingsize                     | 4:10  |
| 9  | Zweimal im Leben      |                              | CeeJay Beats                 | 4:25  |
| 10 | Jüngste Tag           | Billy 13 und Al-Gear         | CeeJay Beats                 | 2:38  |
| 11 | An die Wand           | G-Style                      | Niemehr4free Beats           | 4:12  |
| 12 | Bladi Musik           | Capkekz                      | CeeJay Beats                 | 3:37  |
| 13 | Gangsta leben kürzer  | Eko Fresh und Tekken Bugatti | Gee Futuristic und X-plosive | 4:03  |
| 14 | Russisch Roulette     | Hakan Abi                    | Niemehr4free Beats           | 3:48  |
| 15 | Nutten wollen Bang    | Prodycem                     | Prodycem                     | 4:21  |
| 16 | Hier kommt der Führer |                              | Joshimixu                    | 3:37  |
| 17 | 110                   | Summer Cem                   | Juh-Dee                      | 3:13  |
| 18 | Outro                 |                              | CeeJay Beats                 | 4:34  |

## Kritik
| Professionelle Bewertungen | Professionelle Bewertungen |
| -------------------------- | -------------------------- |
| Kritiken                   |                            |
| Quelle                     | Bewertung                  |
| rap.de                     | [ 3 ]                      |

Die Internetseite rap.de bewertete Asphalt Massaka mit sechs von möglichen zehn Punkten und merkte an, dass Farid Bang zwar technisch nicht der beste Rapper sei, er aber als einer der wenigen wirklich Humor habe:

„Natürlich ist Farid Bang technisch nicht so perfekt wie andere Doubletimegenies dieser Tage. Natürlich ist „Asphaltmassaka“ nur ein weiterer schlimmer/langweiliger/nerviger Albumtitel zwischen Bordstein, Blut, Beton, Ghetto, Ehre, Mord und Staatsfeind. Natürlich kann man sich über das Niveau der Sprüche aufregen […] ABER: Farid Bang hat Humor und das ist eine Eigenschaft, die bei sehr vielen anderen Stressrappern fehlt. Farid ist einfach ein lustiger Typ. […] Und DAS finde ich wiederum witzig und darüber kann ich lachen und über diese ganzen übertriebenen Sprüche auf seinem Album eben auch. Da steckt auf jeden Fall was dahinter aber auf der anderen Seite habe ich nicht das Gefühl, dass mir da einer auf Biegen und Brechen beweisen muss, wie unfassbar hart er ist.“

## Wiederveröffentlichung
Am 19. Juni 2015 wurde das Album erneut veröffentlicht. Der einzige Unterschied zwischen der neuen Version und dem Original ist, dass anstelle von Deso Dogg der Rapper Jasko auf dem Track Mein Block vertreten ist.